# Spoorlijn Essen-Stoppenberg - Essen-Altenessen
De spoorlijn Essen-Stoppenberg - Essen-Altenessen was een Duitse spoorlijn en was als spoorlijn 2173 onder beheer van DB Netze.

## Geschiedenis
Het traject werd door de Bergisch-Märkische Eisenbahn-Gesellschaft geopend op 27 april 1874.

## Aansluitingen
In de volgende plaatsen is of was er een aansluiting op de volgende spoorlijnen:
Essen-Stoppenberg
DB 2171, spoorlijn tussen Essen Nord en Essen-Stoppenberg
DB 2172, spoorlijn tussen Essen en Gelsenkirchen Zoo
Essen-Altenessen
DB 2170, spoorlijn tussen Essen-Altenessen en Essen Nord
DB 2255, spoorlijn tussen Essen-Altenessen Rheinisch en Essen-Altenessen
DB 2277, spoorlijn tussen Oberhausen en Essen-Altenessen
DB 2650, spoorlijn tussen Keulen en Hamm